# Pierzchotek pobrzeżnik
Pierzchotek pobrzeżnik (Elaphrus cupreus) – gatunek chrząszcza z rodziny biegaczowatych.
Opis

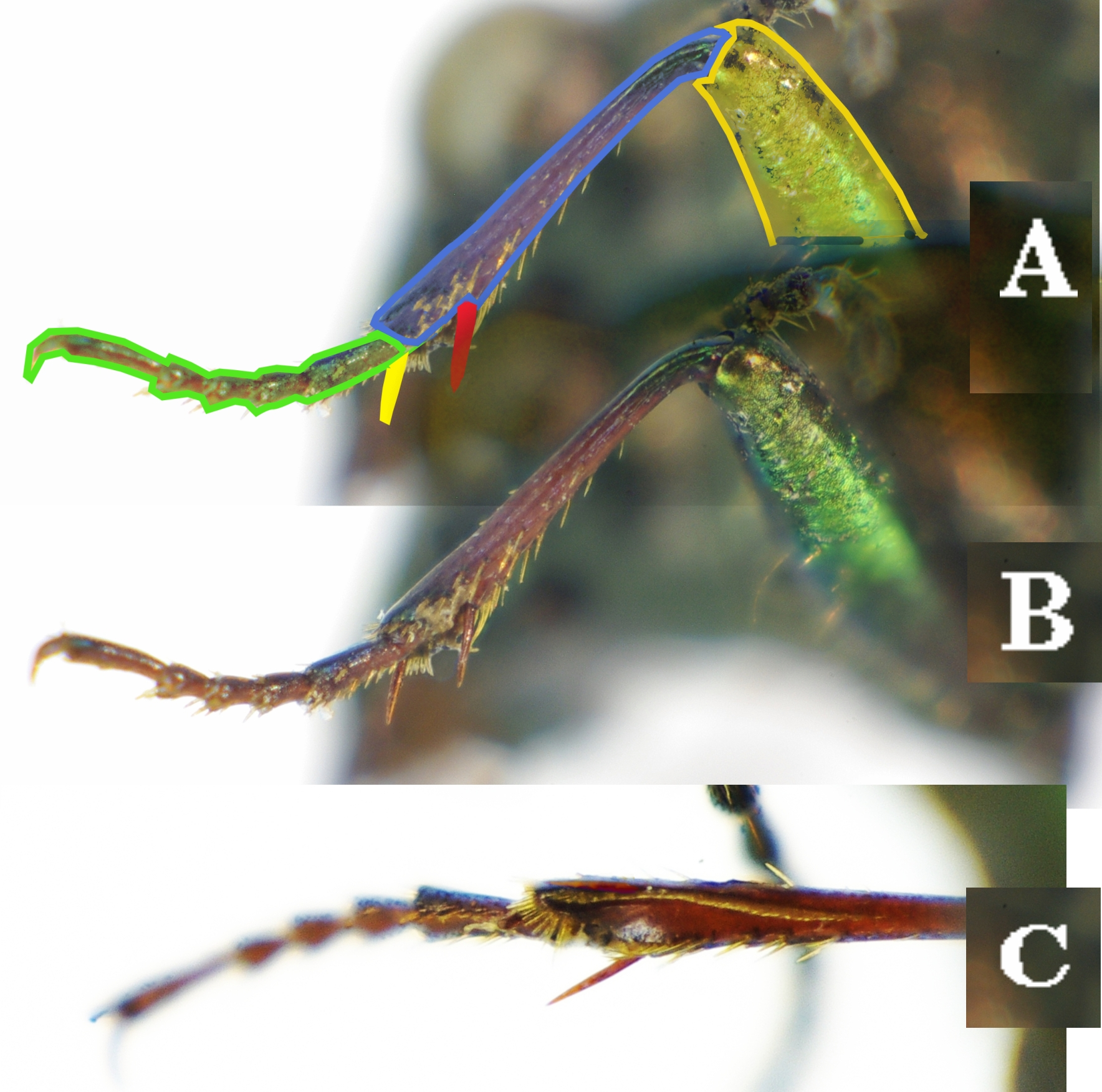
Szczegóły budowy odnóży

Niewielki chrząszcz o długości ciała 7-9 mm. Głowa dobrze wyodrębniona i skierowana do przodu. Oczy bardzo duże, niemal jak u trzyszczy. Pokrywy skrzydeł brązowe z dużymi wgłębieniami zabarwionymi na niebiesko.
Występowanie
Gatunek palearktyczny, występuje na całym obszarze Europy z wyjątkiem Hiszpanii, Portugalii. W Polsce jest dość pospolity. Najczęściej spotkać go można na brzegach wód.
Gatunki podobne
Pierzchotek przybrzeżny (Elaphrus riparius). Odróżnia się zielonkawym pobłyskiem na całym ciele. Jest pospolity.
Bibliografia
- Heiko Bellmann, Henryk Garbarczyk: Owady. Warszawa: Multico, 2007. ISBN 978-83-7073-418-3. Brak numerów stron w książce